# Długołęka (województwo mazowieckie)
Długołęka – wieś sołecka w Polsce położona w województwie mazowieckim, w powiecie ciechanowskim, w gminie Opinogóra Górna. Leży nad Soną dopyłwem Wkry.
| SIMC    | Nazwa              | Rodzaj                    |
| ------- | ------------------ | ------------------------- |
| 0121442 | Długołęka Wielka   | część wsi                 |
| 0121436 | Długołęka-Mirosy   | część wsi                 |
| 0121459 | Gębale             | część wsi                 |
| 0121465 | Trętowo-Mazarnięta | część wsi (do 31.12.2023) |

Do 31 grudnia 2023 Trętowo-Mazarnięta była częścią wsi Długołęka.
W skład sołectwa Długołęka wchodzi Klonowo i Trętowo-Mazarnięta
W latach 1975–1998 miejscowość administracyjnie należała do województwa ciechanowskiego.